# 中國算學
中國算學是指古代中国傳統的数学体系，簡稱中算，具有發展的独创性，且具备完整体系。其基本特征在于将实用问题（包括几何学问题）代数化，转化为线性方程组、高次多项式方程、或高次多项式方程组，主要利用机械化的算具和算法求解，或進行刻板的、有系統的逐次消元过程，為求将多元线性方程组、或多元高次方程组转化为单变数式或单变数多项式。由於中国传统数学以算为主，故稱為算學。算筹、算盘就是中国古代的“计算机”，又稱為算具。算经中的术文和珠算口诀就是计算程序，又稱為算法。中国数学史又称为中算史，並影響到漢字文化圈其他地區的傳統數學，如日本的和算，朝鮮半島的韓算，以及越南、琉球的算學。
从秦汉以来，直到宋元，中国算学一直领先世界。而代数学基本是中国的创造。

## 歷史
中国算学起源于仰韶文化，距今有五千余年历史，在周公时代，数乃是六艺之一。在春秋时代十进位制的筹算已经普及。著名日本数学史家三上义夫指出，“中国之算学史，其有长期之发展，不能不谓之为世界中稀有之例也”，中国算学的发展有二三千年之久，如此长久的发展历史為世界罕見。

### 上古至西汉

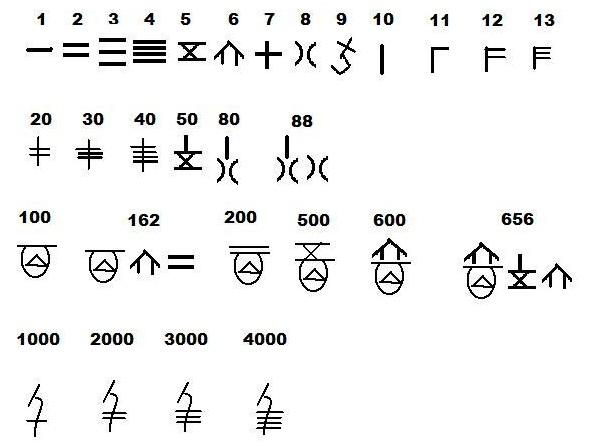
殷商甲骨文数码

中国考古学家在陕西发现的几十万年前蓝田猿人遗留的不规则的石球。几万年前山西原始人制作的石球形状规则。 到了新石器时代，出现空心陶球。七千年前河姆渡人遗址中发现圆筒，圆珠等形状。新石器时代陶器上出现有规则的图案。半坡出土文物中有双耳陶器，三足陶器，有的陶器上刻有四叶纹，说明上古时代已有1，2，3，4等数字概念。
十进位制起源于古中国，最遲在公元前1400年的商代就已經出現。从一万多年前山顶洞人遗址中出土的骨管，上刻有可能表示十进位制的圆形、长形刻符。1974年－1978年中国考古学家从青海乐都县出土数万件新石器时代的遗物，其中有些骨片上有不同数目的刻纹，表示1到8之数，未发现有10道以上刻纹，与存在十进位制相符。
筹算至少在战国初年已然出现。它使用商代发明的十进位制计数，利用九九表可以很方便地进行四则运算以及乘方、开方等较复杂运算，并可以对零、负数和分数作出表示与计算。
春秋战国时代已经形成数学的九个分支-九数，包括方田（田地测算）、粟米（粮食换算比率）、差分（赋税的分配）、少广（田亩面积和长阔）、商功（工程土方估计）、均输（运输费用的分配）、方程（方程式）、盈不足、旁要（勾股问题）。郑玄引《周礼注》：“九数：、方田、粟米、 差分、 少广、商功、 军输、 方程、 盈不足、 旁要。”。
西漢初期出現了一本數學教科書《算数书》，其一些内容明显和《九章算术》平行。有学者认为算数书可能是九章算术的母本。《九章算术》成书于大约1世纪，但也可能早在200BC就已存在。多数学者相信直到九章算术定形时中国的数学和古代地中海世界的数学多少是独立的发展的。當中的开平方、开立方、算术应用、正负数、连立一次方程、二次方程等都领先世界几个世纪西汉的张苍、耿寿昌增补和整理《九章算术》，寫成定本，详细说明开平方、开立方、和求解线性方程组的算法。张衡发明{\displaystyle {\sqrt {10}}}、{\displaystyle {\frac {92}{29}}}、{\displaystyle {\frac {730}{232}}}作為圓周率的值。

## 魏晉南北朝
此一時期（220年-581年），中國數學在四方面有長足進展，分別為直角三角形三邊關係的確認、測量學、平面面積和立體體積的計算，以及推算圓周率，由趙爽、劉徽、祖沖之與祖暅父子4人個別或相繼完成。趙爽是魏晉時人，著有《周髀算經注》，其中「勾股圓方圖注」附有圖示，列出有關直角三角形三邊關係的命題21條，分屬「勾股」定理、「弦圖」定理、「勾實之矩」定理與「股實之矩」定理。當中唯有「勾股」定理已見於《周髀算經》。
稍後的劉徽亦魏晉時人，著有《九章算術注》，為《九章算術》各種算法提出簡括証明。他並在注文中提出割圓術，以内接正六邊形开始，逐次倍加邊數的方法，逐步逼近圓周率。前三世紀，希臘數學家阿基米德已用正多邊形逐漸增加邊數的方法求圓周率，但他兼用內接和外切兩種計算，得到出的估計值:{\displaystyle {223 \over 71}<\Pi <{22 \over 7}}；也就是  {\displaystyle 3.140845<\pi <3.142857}。劉徽的割圓術相比更為簡便，刘徽所得的π=3.1416也优于阿基米德。《九章算術注》亦提出重差術，應用中国传统的出入相补原理，來測量山高水深等數值。他又指出《九章算術》計算球體體積方法錯誤，但亦未能提出更準確方法。這個疑問須留待祖沖之解決。
祖沖之與祖暅父子使中國數學發展創一高峰。祖沖之著有《綴術》、《九章術義注》及《重差注》（一說《綴術》乃祖暅所作），惜俱失佚。數學上祖沖之的最大貢獻有推算圓周率及計算球體體積（一說後者乃祖暅之法）。他繼承劉徽的割圓術，計算圓周率準確至小數點後7位數(3.1415926<π<3.1415927)，這個記錄保持了900多年，至15世紀方為阿拉伯數學家卡西打破。祖沖之（或祖暅）並以直截面積相比的方法，解決球體體積問題（在西方，球體體積問題前三世紀阿基米德已解決），其法今存於唐代李淳風的《九章算術注》中。祖沖之計算方法巧妙，應用現今所謂「卡瓦列里定理」：「等高處的截面面積相等，則二立體的體積相等。」此定理今人公認是意大利數學家卡瓦列里（Gavalieri）所創，因而命名，其實早已為祖沖之所應用。
曆法方面，祖沖之編定「大明曆」，在身故後10年為梁朝所采用，取代何承天（370年-447年）欠準確的舊曆。

## 隋唐
唐代，有關重差術的注文被抽出單行，題為《海島算經》，成为《算经十书》之一。刘徽创造的四次重差观测术，“使中国测量学达到登峰造极的地步”，使“中国在數學测量学的成就，超越西方约一千年”（美国数学家弗兰克·斯委特兹语）

## 宋朝
秦九韶的 《数书九章》发展了一元高次方程求数值解的程序化、机械化算法。

## 金元
元代朱世杰的 《四元玉鉴》发展了多至四元的多项式方程组的消元和求解的算法。

## 明清
明代朱載堉发明十二平均律时，使用80档大算盘，计算开平方，开立方到小数点后25位。
- 算学宝鉴

## 著名古代中国数学家
南北朝时的祖冲之是第一个準確计算圓周率值到小数点后6位的人。
南宋末年时的秦九韶推导出中国剩余定理。

## 特點

### 實用性
中国算学具有强烈的实用数学特点，和抽象與系統化的希腊数学形成鲜明的对照。从《周髀算經》《九章算术》、 《海岛算经》 到《数书九章》等算經十書其取材都和天文、曆算、农业、测量、工程等实用问题。。

### 機械化
中国算学有别于希腊数学的特点，是机械化、算法化、和构造性，与希腊数学重逻辑推理相对照。中國算學使用算筹、算盘為工具，以算经中的术文和珠算口诀作為计算程序。中国古代算学家擅长计算，祖冲之精确计算圆周率，领先世界近一千年就是一个很好的例子。明代朱載堉发明十二平均律时，使用80档大算盘，计算开平方，开立方到小数点后25位，又是一例。

### 代數化
中国算学基本特征在于将实用问题（包括几何学问题）代数化，转化为线性方程组、高次多项式方程、或高次多项式方程组。然后运用算具通过刻板的、机械的逐次消元程序求将多元线性方程组、或多元高次方程组转化为单变数式或单变数多项式。再经过机械化的算法和算具求解。这和西方数学讲究“存在性”，“完备性”而不重实用成鲜明的对照。经西汉的张苍、耿寿昌增补和整理成定本的《九章算术》已经详细说明开平方、开立方、和求解线性方程组的算法。宋代秦九韶的 《数书九章》发展了一元高次方程求数值解的程序化、机械化算法。元代朱世杰的 《四元玉鉴》更进一步发展了多至四元的多项式方程组的消元和求解的算法。

## 参看
- 筹算
- 算盘
- 苏州码子
- 中文數字
- 和算